# Claude Criquielion

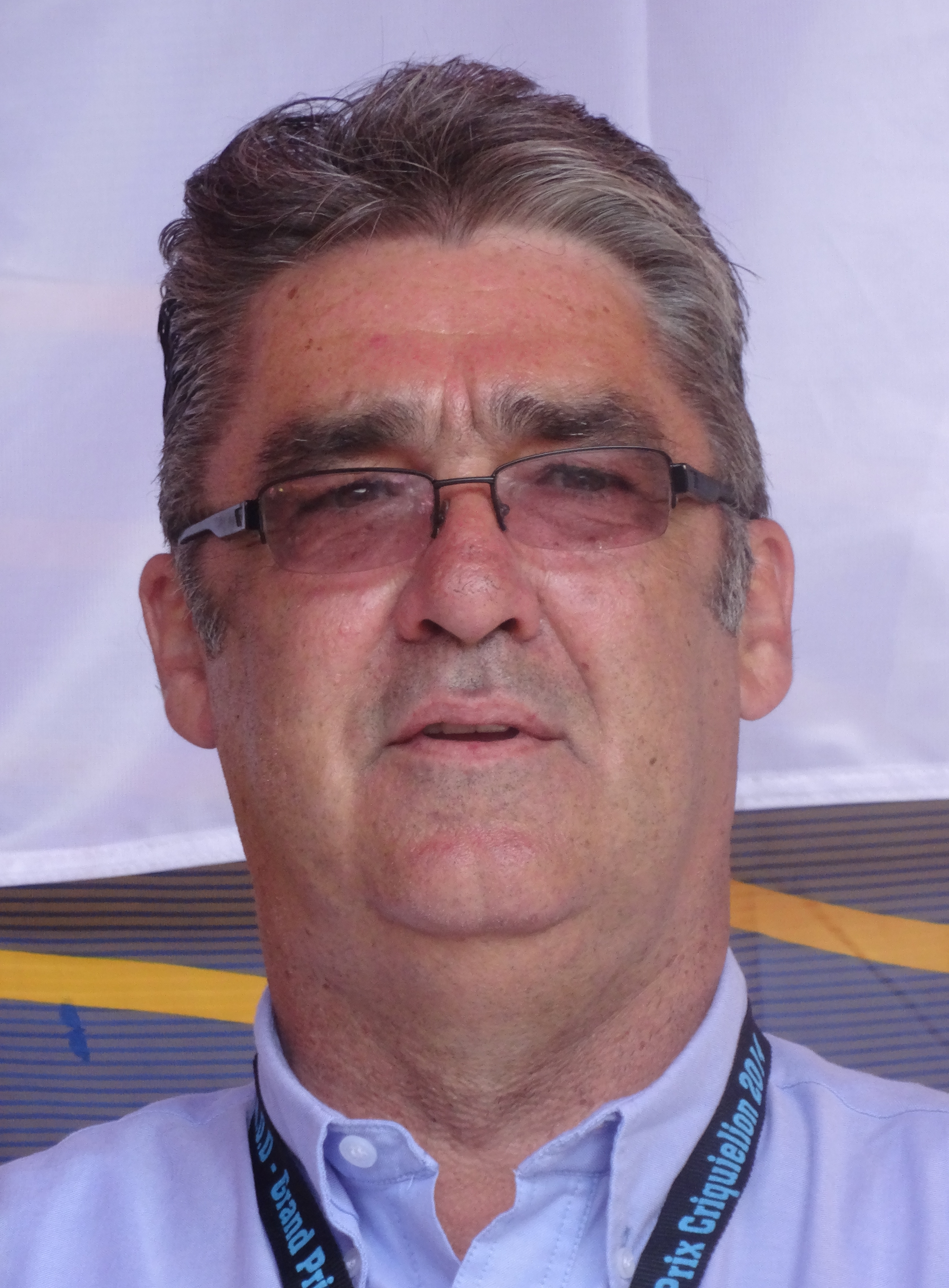
Claude Criquielion (2014)

Claude Criquielion (* 11. Januar 1957 in Lessines; † 18. Februar 2015 in Aalst) war ein belgischer Radrennfahrer und Straßenweltmeister von 1984. Nach seiner Laufbahn als Aktiver war er als Sportlicher Leiter und Teammanager tätig. Er starb an den Folgen eines Schlaganfalls.

## Biographie
Criquielion begann seine Profilaufbahn 1979 beim belgischen Radsportteam Kas-Campagnolo. Bis zu seinem Karriereende 1991 war er bei 57 Rennen siegreich.
Sein größter Erfolg war der Titelgewinn bei den Profiweltmeisterschaften in Barcelona 1984, bei denen er 14 Sekunden vor Claudio Corti das Ziel erreichte. Der Versuch, diesen Erfolg zu wiederholen, misslang bei den Weltmeisterschaften in Ronse 1988, als er in einer dreiköpfigen Spitzengruppe kurz vor dem Ziel mit Steve Bauer kollidierte, so dass der am Sturz unbeteiligte Maurizio Fondriest Weltmeister wurde. Criquielion, der infolge des Sturzes nur Elfter wurde, verklagte Bauer wegen dieses Ereignisses erfolglos.
Criquielion bestritt zwischen 1979 und 1990 in jedem Jahr die Tour de France und konnte die Rundfahrt elf Mal beenden, darunter fünf Mal unter den ersten Zehn. Seine beste Platzierung gelang ihm als Fünfter der Tour de France 1986. Die besten Platzierungen bei den anderen Grand Tours erreichte er als Dritter der Vuelta a España 1980 und Siebter des Giro d’Italia 1989.
Auch bei den Klassikern war Criquielion erfolgreich. So gewann er 1987 das Kopfsteinpflasterrennen Flandern-Rundfahrt sowie 1985 und 1989 den hügeligen Wallonischen Pfeil.
Zur Saison 2000 übernahm er den Posten des Sportdirektors beim Team Lotto, wo er bis Ende der Saison 2004 verblieb. 2005 wurde er Sportlicher Direktor der belgischen Mannschaft Landbouwkrediet-Colnago, bei dem auch sein Sohn Mathieu als Radrennfahrer beschäftigt war.
Am 18. Februar 2015 starb Criquielon an den Folgen eines Schlaganfalls. Seine Familie stimmte einer Organspende zu.

## Ehrungen
Im August 2015 wurde am Col de Haussire oberhalb der Stadt La Roche-en-Ardenne, deren Ehrenbürger Criquielion war, ein Gedenkstein für ihn eingeweiht. Der Col ist auch Wahrzeichen der Radtourenfahrt Vélomédiane, deren Pate Criquielion war.
Ende 2015 wurde an der steilsten Stelle der Mauer von Huy, dem Schlussanstieg des Rennens Flèche Wallonne, ein Denkmal für Criquielion eingeweiht; die dortige Kurve heißt seitdem Virage Claudy Criquielion. Criquielion war 1985 Sieger des Rennens, als die „Mauer“ zum ersten Mal Zielankunft des Rennens war. Er wiederholte seinen Triumph 1989.

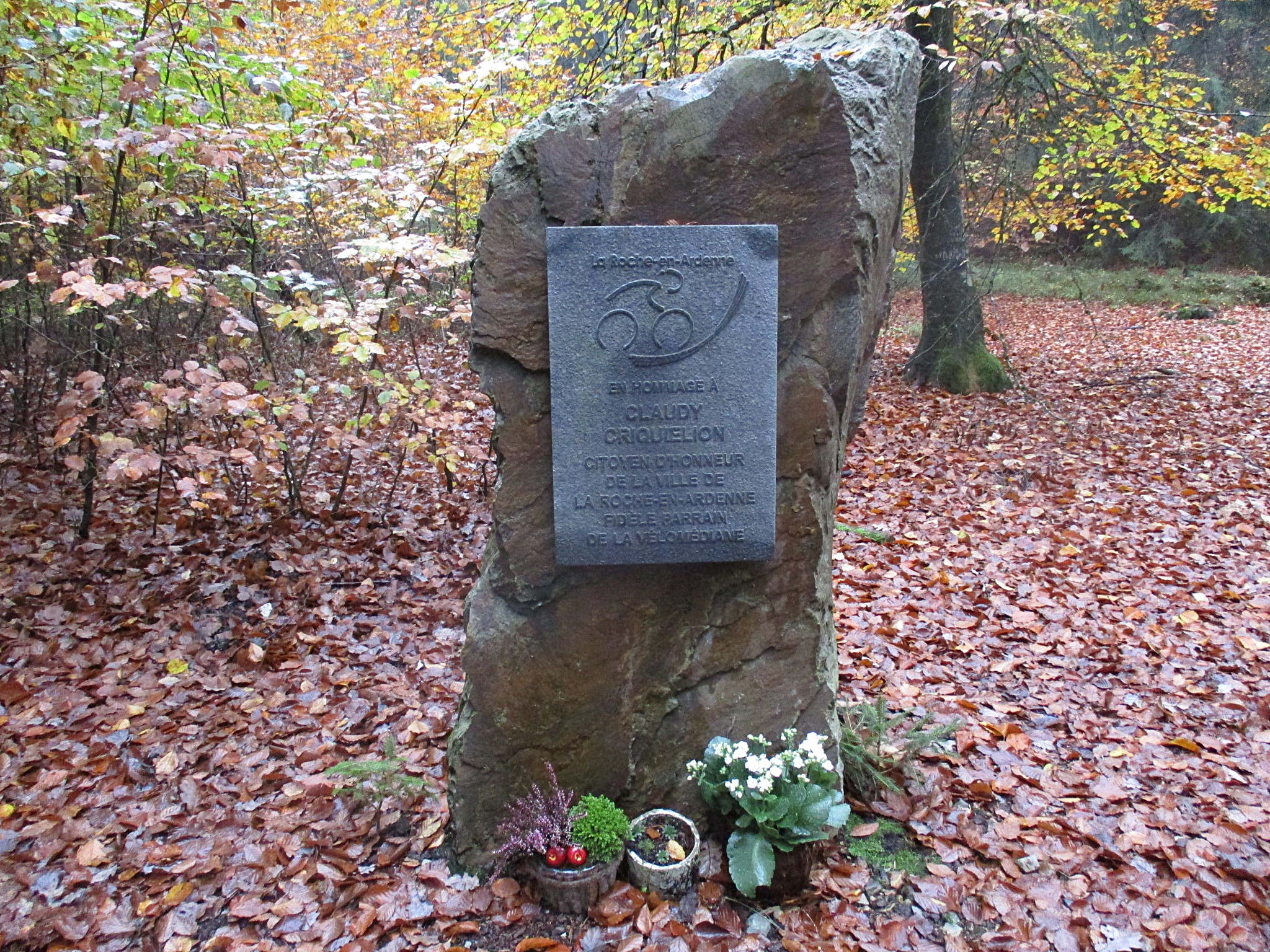
Denkmal auf dem Col de Haussire
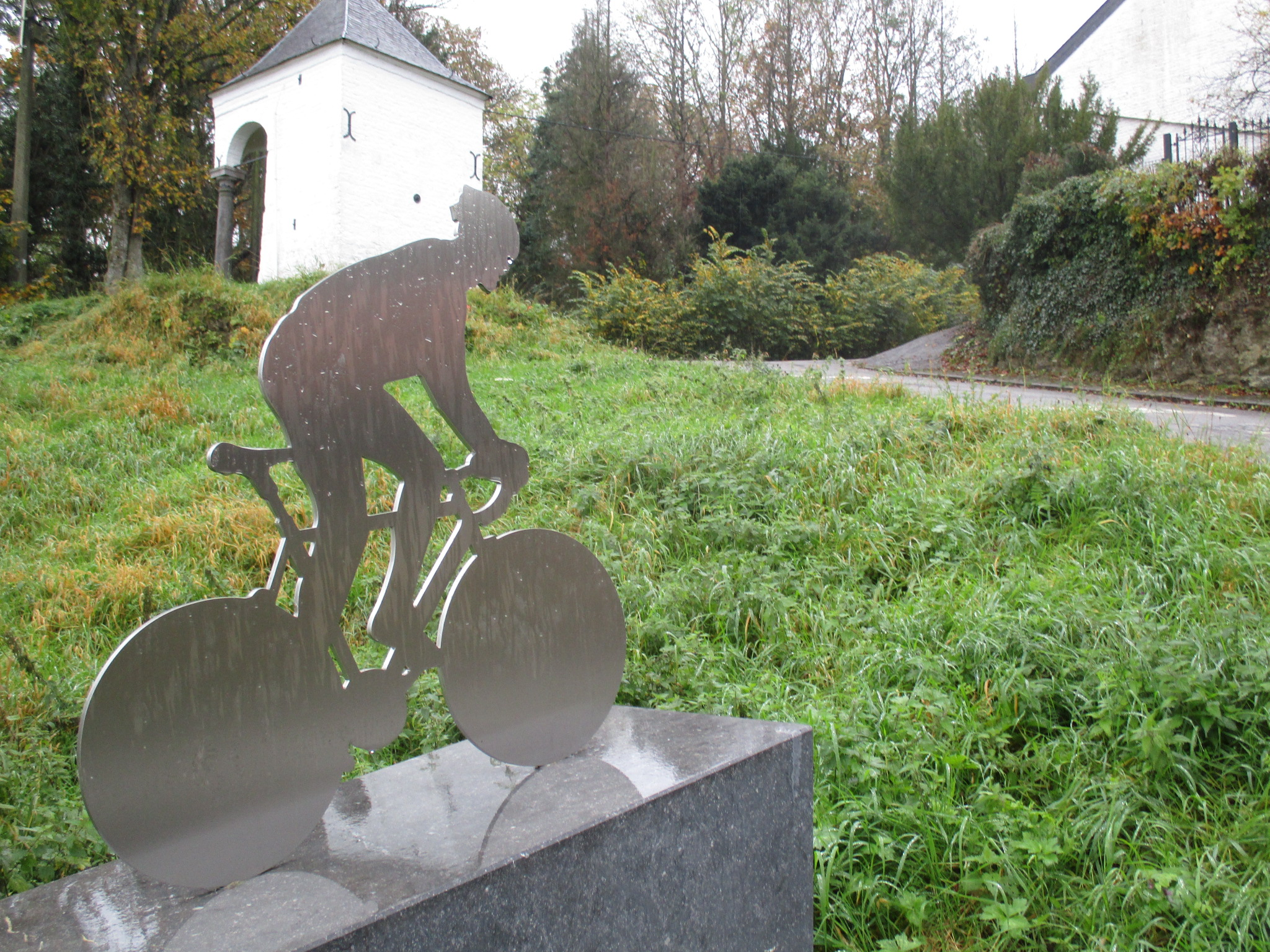
Denkmal an der Mauer von Huy

## Erfolge
1979
- Setmana Catalana
- Escalada a Montjuïc

1982
- Pfeil von Brabant

1983
- Clásica San Sebastián

1984
- Weltmeister – Straßenrennen
- GP Eddy Merckx
- Escalada a Montjuïc

1985
- La Flèche Wallonne
- Polynormande

1986
- Tour de Romandie
- GP Midi Libre

1987
- Flandern-Rundfahrt

1988
- GP Midi Libre

1989
- La Flèche Wallonne

1990
- Belgischer Meister – Straßenrennen

## Grand-Tour-Platzierungen
| Grand Tour            | 1979 | 1980 | 1981 | 1982 | 1983 | 1984 | 1985 | 1986 | 1987 | 1988 | 1989 | 1990 |
| --------------------- | ---- | ---- | ---- | ---- | ---- | ---- | ---- | ---- | ---- | ---- | ---- | ---- |
| Vuelta a EspañaVuelta | –    | 3    | –    | DNF  | –    | –    | –    | –    | –    | –    | –    | –    |
| Giro d’ItaliaGiro     | –    | –    | –    | –    | –    | –    | –    | –    | –    | –    | 7    | –    |
| Tour de FranceTour    | 9    | 13   | 9    | DNF  | 18   | 9    | 18   | 5    | 11   | 14   | 36   | 9    |

## Teams
- 1979 KAS-Campagnolo
- 1980–1983 Splendor-Admiral
- 1984 Splendor-Mondial Moquettes–Marc
- 1985–1989 Hitachi-Splendor
- 1990–1991 Lotto-Super Club